# Tetenbøl
Tetenbøl (dansk) eller Tetenbüll (tysk) er en landsby og kommune i det nordlige Tyskland under Kreis Nordfriesland i delstaten Slesvig-Holsten. Byen er beliggende 8 kilometer nordvest for Tønning og 12 kilometer nordøst for Sankt Peter-Ording på halvøen Ejdersted.
Kommunen samarbejder på administrativt plan med andre kommuner i Ejdersted kommunefælleskab (Amt Eiderstedt). Kommunen er præget af landbrug og fiskeri samt ikke mindst turisme.